# Santuário Missioneiro de Schoenstatt
O Santuário Missioneiro de Schoenstatt (Santuário Tupancirendá) é um santuário localizado no município gaúcho de Santo Ângelo. Fica situado na rodovia Eloy Nelson Pedrazza, distante 1,3 quilômetros do trevo da ERS-344. Foi inaugurado em 12 de outubro de 1996.
O santuário é um local de peregrinações que faz parte de um conjunto de santuários hoje espalhados em todos os continentes, recebendo religiosos de vários locais do mundo. A pedra fundamental do Santuário Tupancirendá, que significa "Tenda da Mãe de Deus", foi retirada da primitiva igreja de Santo Ângelo Custódio, foi colocada atrás do santuário e se vincula a história da primeira evangelização da região das Missões.